# Охотне (Калузька область)
Охотне (рос. Охотное) — село в Сухиницькому районі Калузької області Російської Федерації.
Населення становить 46 осіб. Входить до складу муніципального утворення Село Бринь.

## Історія
Від 2004 року входить до складу муніципального утворення Село Бринь

## Населення
| 2002 | 2010 |
| ---- | ---- |
| 71   | ↘46  |